# Borda de Maladent
La Borda de Maladent, o Borda Maladent, és una borda del terme municipal de Conca de Dalt, dins de l'antic terme d'Hortoneda de la Conca, pertanyent a l'antiga caseria dels Masos de la Coma, al límit nord-est del municipi.
És una de les bordes dels Masos de la Coma, a la Coma d'Orient. És. juntament amb la Borda de Senllí, una de les dues que ocupen el centre de la Coma d'Orient. Té, igual que la seva borda veïna, pallissa annexa. A occident d'aquesta borda hi ha la Borda d'Aubarell i la del Músic, desapareguda, a migdia, la d'Isabel. Al nord-est hi havia la del Gorret i a orient, les del Querolar i de Savoia, actualment desaparegudes.